# 現象論 (素粒子物理学)
素粒子物理学における現象論（英語：phenomenology）は、高エネルギー物理学実験への理論の適用を中心とする一分野である。
標準模型の枠内では、現象論は計算により実験結果を予測することを指す。
普通、繰り込み等も考慮して高精度の計算が行われる。
標準理論の枠外では、現象論は新規モデルの実験的帰結を扱う。
すなわちそのモデルが予言する新粒子をどのように探せばよいか、
モデルが含むパラメタをどのように計測すべきか、類似の対立モデルとどのように区別すべきか、等。

## 例
- 衝突実験で起きるプロセスのモンテカルロ計算
- 摂動の最低次よりさらにもう1次分の微小量 (next-to-the-leading order) まで補正した計算で粒子の生成レートと分布を求める
- 実験データからパートンの分布関数を求める
- 重いクォークの有効場の理論を適用してCKM行列要素を求める
- 格子ゲージ理論を適用して実験データを元にクォーク質量とCKM行列要素を求める
- 「現象論的解析」すなわち標準模型の任意の部分に標準模型を超えたモデルの効果を最も一般的な形で追加したときの実験的帰結を予測する。ここで追加した効果は普通は異常カップリングや高次元の演算子でパラメトライズされる。「現象論」という単語は科学哲学的な用法より、むしろこのような研究を指すために使われることが多い。